# بخش بیگ بند، شهرستان چیپوا، مینه سوتا
بخش بیگ بند (به انگلیسی: Big Bend Township) یک منطقهٔ مسکونی در ایالات متحده آمریکا است که در شهرستان چیپوا، مینه‌سوتا واقع شده‌است.
 بخش بیگ بند ۹۲٫۷ کیلومتر مربع مساحت و ۲۵۷ نفر جمعیت دارد و ۲۹۲ متر بالاتر از سطح دریا واقع شده‌است.